# Dereck Lively II
Dereck Jerome Lively II (Bellefonte, Pensilvania; 12 de febrero de 2004) es un baloncestista estadounidense que pertenece a la plantilla de los Dallas Mavericks de la NBA. Con 2,16 metros de estatura, juega en la posición de pívot. 

## Trayectoria deportiva

### Instituto
Lively es un recluta de cinco estrellas por consenso y uno de los mejores jugadores en la clase 2022, según los principales servicios de reclutamiento. El 20 de septiembre de 2021, se comprometió a jugar baloncesto universitario para Duke por ofertas de Kentucky, Michigan y Penn State.

### Universidad
Después de disputar en su último año de instituto los prestigiosos Jordan Brand Classic, Nike Hoop Summit y McDonald's All-American Game, jugó una temporada con los Blue Devils de la Universidad de Duke, en la que promedió 5,2 puntos, 5,4 rebotes, 1,1 asistencias y 2,4 tapones por partido. Fue incluido en el mejor quinteto freshman y en el mejor quinteto defensivo de la Atlantic Coast Conference.
Después del final de la temporada, ingresó en el draft de la NBA y firmó con un agente, renunciando al resto de su elegibilidad universitaria.

#### Estadísticas
| Año     | Equipo | PJ | PT | MPP  | %TC  | %3P  | %TL  | RPP | APP | ROB | TPP | PPP |
| ------- | ------ | -- | -- | ---- | ---- | ---- | ---- | --- | --- | --- | --- | --- |
| 2022–23 | Duke   | 32 | 25 | 19.8 | .658 | .154 | .600 | 5.0 | 1.1 | .5  | 2.3 | 5.4 |

### Profesional
Fue elegido en la duodécima posición del Draft de la NBA de 2023 por los Oklahoma City Thunder, pero fue posteriormente traspasado a Dallas Mavericks a cambio de la elección número 10 del draft, Cason Wallace y el alero Dāvis Bertāns.
Debutó en el día 26 de octubre de 2023, en partido contra los San Antonio Spurs. Fue el primer novato de los Mavericks en anotar un doble-doble de puntos y rebotes en su debut en liga desde que lo hiciera Mark Aguirre, en 1981.

## Estadísticas de su carrera en la NBA

### Temporada regular
| Año     | Equipo | PJ | PT | MPP  | %TC  | %3P  | %TL  | RPP | APP | ROB | TPP | PPP |
| ------- | ------ | -- | -- | ---- | ---- | ---- | ---- | --- | --- | --- | --- | --- |
| 2023-24 | Dallas | 55 | 42 | 23.5 | .747 | .000 | .506 | 6.9 | 1.1 | .7  | 1.4 | 8.8 |
| 2024-25 | Dallas | 36 | 29 | 23.1 | .702 | —    | .630 | 7.5 | 2.4 | .6  | 1.6 | 8.7 |
| Total   | Total  | 91 | 71 | 23.4 | .729 | .000 | .565 | 7.1 | 1.6 | .6  | 1.5 | 8.8 |

### Playoffs
| Año   | Equipo | PJ | PT | MPP  | %TC  | %3P   | %TL  | RPP | APP | ROB | TPP | PPP |
| ----- | ------ | -- | -- | ---- | ---- | ----- | ---- | --- | --- | --- | --- | --- |
| 2024  | Dallas | 21 | 21 | 22.0 | .674 | 1.000 | .590 | 7.4 | 1.3 | .4  | 1.0 | 7.9 |
| Total | Total  | 21 | 21 | 22.0 | .674 | 1.000 | .590 | 7.4 | 1.3 | .4  | 1.0 | 7.9 |